# 二十九酸
二十九酸是一种拥有29个碳原子的长链饱和脂肪酸，化学式为CH3(CH2)27COOH。它的分子的摩尔体积为501.8 cm3/mol，摩尔折射率为137.96。